# Егмонт България
„Егмонт България“ ЕАД е българско книгоиздателство, основано през 1991 г. от датската компания „Egmont“.

## Издания
„Егмонт България“ издава детски и тийнейджърски книги и списания. Към 2020 г. издателството е публикувало над 7300 издания в общ тираж от близо 57 милиона екземпляра. То издава общо 15 списания, разделени в 3 категории:
- за най-малките: „Дъмбо“, „Мечо Пух“, „Принцеса“, „Малкото пони“, „Звездни Рейнджъри“, „Светът на Колите“, „Спайдърмен и приятели“
- за по-големи: „Мики Маус“, „Том и Джери“, „Барби“, „Поразителният Спайдърмен“, „Училищен мюзикъл“, „JETIX“
- за тийнейджъри: „УИЧ“, „BRAVO“

От своето създаване издателството публикува списание „Мики Маус“, което е и едно от най-популярните му издания.
От 2000 г. „Егмонт България“ започва да издава книгите от серията „Хари Потър“ на български език, като седмата книга излиза на 13 декември 2007 г.
През 2009 г. издателството получава наградата „Константин Константинов“ за принос към българското книгоиздаване.
Под търговската марка „Уо“ „Егмонт България“ издава любовни и еротични произведения.